# Zhuchengosaurus
Zhuchengosaurus (лат.) — род птицетазовых динозавров из семейства гадрозаврид, живший в  меловом периоде (кампанский век), на территории современного Китая.
Окаменелости гадрозаврида были найдены в местности Shandong (формация Xingezhuang). Впервые описан палеонтологом Zhao в 2007 году. Всего известен один скелет Zhuchengosaurus. Представлен одним видом — Zhuchengosaurus maximus. По данным исследования 2011 года Zhuchengosaurus имеет очень много сходств с динозавром Shantungosaurus.